# 张克潜
张克潜（1933年2月7日—2022年3月15日），男，北京人，中国电子学家、教育家，曾任清华大学电子工程系系主任、教授。
1950年考入清华大学无线电工程系，1953年毕业后留校任教。2022年3月15日病逝，享年89岁。